# 松岡正剛
松岡 正剛（まつおか せいごう、1944年〈昭和19年〉1月25日 - 2024年〈令和6年〉8月12日）は、日本の実業家、編集者、著述家。株式会社松岡正剛事務所代表取締役、編集工学研究所所長、ISIS編集学校校長、連志連衆會理事、角川武蔵野ミュージアム初代館長。

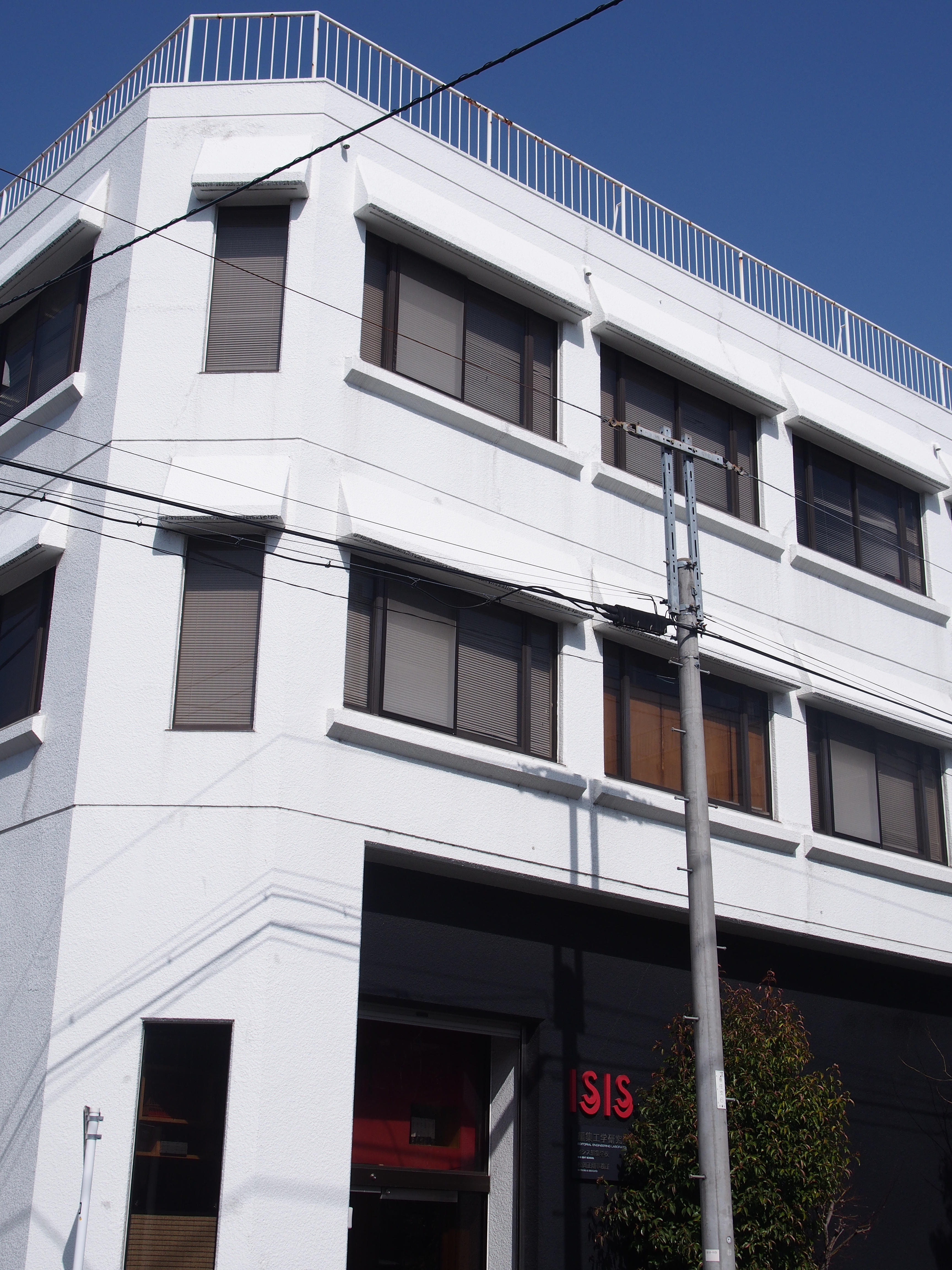
東京都世田谷区赤堤にある松岡正剛事務所。編集工学研究所、ISIS編集学校本部も兼ねる。

京都府京都市出身。東京大学客員教授、帝塚山学院大学教授を歴任。
雑誌編集、書籍や映像の企画・構成など多方面で活躍。各界の研究者と交流し、情報文化の考察を深め、独自の日本文化論も展開する。著書に『知の編集術』『日本数寄』(2000年)、書評『千夜千冊』(2006年)など。

## 来歴・人物

### 誕生から青年期にかけて
京都の呉服屋に生まれる。3歳の時、父親の仕事の都合で東京府日本橋区日本橋芳町に転居。桂三木助（3代目）が贔屓だった父親に、自宅から歩いて2分ほどの寄席『人形町末廣』によく連れていかれた。12歳の時に京都に戻り、朱雀高校入学。神奈川県横浜市への父親の出店に伴い横浜山手町の洋館に引っ越し、東京都立九段高等学校に通う（朱雀高校合格が決まった直後に横浜に越すことになり、神奈川県立の横浜緑ケ丘高校や希望ケ丘高校のフリーパスの編入先を蹴って、東京の九段高校の編入試験を受けたとも言われている。）。高校では出版委員会（新聞部）に入って「九段新聞」の編集にあたり、「編集のめざめ」を覚えたという。
早稲田大学第一文学部文学科フランス文学専修進学。高校から大学にかけて、学生紛争の論客として鳴らす。早大在学中は、早稲田大学新聞会に所属した。一方でキリスト教会、禅寺などをめぐり、量子力学と民俗学に関心を寄せ、様々な思索にふける。 大学4年の時に父親が多額の借金を残して死去したため、やむなく早大を中退。広告会社に勤め、営業活動のかたわら、高校生向けのタブロイド版の新聞『the high school life』を創刊。この時期、編集活動を通じて、稲垣足穂、土方巽、寺山修司、唐十郎、鈴木忠志、宇野亜喜良、横尾忠則らと親交を深める。とくに早稲田の先輩でもあった寺山修司からは『the high school life』の活動について「東京のヴィレッジ・ヴォイスである」と評された。

### 工作舎編集長として
1971年にのちに編集工学研究所主任研究員となる高橋秀元ら友人3人で工作舎を設立し、雑誌『遊』（1971年 - 1982年）を創刊する。「オブジェマガジン」と称し、あらゆるジャンルを融合し超越した独自のスタイルは日本のアート・思想・メディア・デザインに多大な衝撃を与えた。松岡はこの雑誌の編集長を務めつつ、雑誌そのものへの寄稿、対談出席なども行い、1979年には初の単独著書となる『自然学曼荼羅』を刊行する。
『遊』刊行中から、外部の各種プロジェクトにかかわり、1978年から翌年にかけては、パリ装飾美術館、ニューヨークのクーパー・ヒューイット美術館などで「間MA展」（磯崎新、武満徹プロデュース）にエディトリアル・ディレクターとして参加する。この展覧会はロラン・バルトやミシェル・フーコーなどが訪れるなど評判を呼んだ。（20年後の1998年には東京芸術大学で再編して開催された）

### 編集工学者として
1982年に工作舎を退社し、松岡正剛事務所を設立して独自の活動を開始する。古代から現代まで続く「情報」そのものの歩みを年表化した大作『情報の歴史』を編纂するために各ジャンルの知識人を集め、この本の監修を務める。この仕事が発展し、1987年に株式会社編集工学研究所を設立することになる。（現在、編集工学研究所は丸善CHIホールディングスの子会社、インプレスホールディングスの関連会社となっている）
1984年からは、日本電信電話が主催する「情報文化研究フォーラム」の座長を務める。ジャンルを超えた各界の研究者と議論を交わしながら、情報文化に関する考察を深めていく。また、同時期にNTTの広報戦略アドバイザーの役も担い、グループCFの制作、監修を行う。情報と生命、情報と歴史という視点から映像化した「進化篇」「擬態篇」「図書館篇」といったCFシリーズを生み出し話題を呼んだ。同CFシリーズのうち、「図書館篇」はカンヌ国際広告祭のブロンズ賞を獲得した。この頃からテレビ番組の構成なども務めるようになり、1984年からはじまった『極める』シリーズ（テレビ東京系列）を監修した。また『ニュードキュメンタリードラマ昭和 松本清張事件にせまる』（テレビ朝日系列）の企画構成、『ときの探訪』（中部日本放送）の監修も担当。『世界一受けたい授業』（日本テレビ）には2005年から構成協力として参加している。
1990年に放送がはじまった『日本人のこころ』（NHK）では、五木寛之、田中優子とともにレギュラー出演し、日本各地を歩き回りながら、日本文化に潜む魅力とその可能性について討論を交した。また、この時期、リチャード・ワーマン著『情報選択の時代』『理解の秘密』をたて続けに監訳。当時、情報建築家として世界的に注目されていたワーマンを日本ではじめて紹介する。
1995年、愛知県岡崎市の美術館計画にプロデューサーとして関わる。目に見えないもの（心の風景）を感じるという意味から、館名を「マインドスケープ・ミュージアム」と名づけた。
1997年からは、岐阜県で織部賞を開始、総合プロデューサーを担当し、ジャンルを問わずに内外の様々な人物を顕彰する。また、帝塚山学院大学に招聘され、教授としてゼミを担当した。このゼミの内容は1冊の本に編集され、2006年に『17歳のための世界と日本の見方』として春秋社から出版され、4万部を売り上げた。

### 「千夜千冊」執筆以降
2000年2月から書評サイト「千夜千冊」の執筆を開始。同じ著者の本は2冊以上取り上げない、同じジャンルは続けない、最新の書物も取り上げる、などのルールを自らに課し、時に自身のエピソードやリアルタイムな出来事も織り交ぜた文体は、話題を呼んだ。第一夜は中谷宇吉郎『雪』。2004年7月に良寛『良寛全集』で「1000夜」を達成した。
しかしその直後に胃癌が発覚し、手術入院を余儀なくされる（その詳細は「千夜千冊」番外『退院報告と見舞御礼』に語られている）。しばらくの療養後、再び「千夜千冊」の執筆を開始し、2006年5月22日に柳田國男『海上の道』でもって「放埓篇」として完結した。この放埓篇・全1144夜に大幅な加筆と構成変更を行い、全8冊の大型本『松岡正剛 千夜千冊』として2006年10月に求龍堂より出版された。定価99,750円という高額にもかかわらず初版1000部を完売し、2006年の出版界の事件として話題となる。その後「遊蕩篇」として、1145夜の2006年6月6日（日浦勇『海を渡る蝶』）から1329夜の2009年11月22日（丁宗鐵『正座と日本人』）まで185冊を執筆した。
2009年11月より、「連環編」と「番外録」を開始し、2012年以後、新たに「意表篇」「思構篇」「歴象篇」「分理篇」など8篇を追加、現在は計10篇のテーマインデックスで定着している。同年、松岡自身が「千夜千冊」を語り伝える音声コンテンツ「一册一声」の配信をスタート（オーディオWebマガジン「方」で月2回配信）。2013年橋本達雄編 『柿本人麻呂』で“1500夜”を達成し、記念イベント「千夜千冊ナイト」を開催した。
また、長年培ってきた編集的世界観に基づき確立した「編集工学」をもとに、2000年6月、「イシス編集学校」を設立し、校長に就任。単なる文章術にとどまらない、プランニングからコーチングまでを幅広くカバーする「編集術」を伝授するという独特なスタイルが評判を呼んでいる。一方、2005年からは企業の次世代リーダーを育成するための直伝塾、「ハイパー・コーポレート・ユニバーシティ［AIDA］」を開始するなど、独自の編集的世界観をもとにしたカリキュラムを多方面で応用・展開している。
2003年には、長年にわたって研究・思索してきた「日本文化にひそむ方法」を伝承することを目的とした特別塾「連塾」をスタート。山口小夜子、柳家花緑、田中泯、高橋睦郎、森村泰昌、真行寺君枝、内田繁、浅葉克己、しりあがり寿、井上鑑、井上ひさし、押井守、岡野弘彦、いとうせいこう、川崎和男、藤原新也、といったジャンルをこえた多彩なゲストとともに対話を深めてきた。また、松岡正剛を囲みながら日本文化における創作技術や伝統の精神を学ぶためのサロン「椿座」を開催。このような日本にかかわる活動の多くは、資生堂の名誉会長福原義春を代表理事とする一般社団法人「連志連衆會」を母体として行われた（2012年10月に連志連衆會は解散したが、「椿座」は「蘭座」に名称を変え、新たな活動として引き継がれている）。
2009年10月には、丸善丸の内本店に、松岡正剛プロデュースによる松丸本舗をオープン。ショップ・イン・ショップという形態、松岡をはじめとする著名人の書斎を再現した本棚など、その斬新な店舗づくりが話題を呼んだ（実験店舗としての3年間の役割を終え、松丸本舗は2012年の9月末をもって閉店。その詳細は、『松岡正剛の書棚：松丸本舗の挑戦』（中央公論新社）、『松丸本舗主義：奇蹟の本屋、3年間の挑戦。』（青幻舎）で明かされている）。2011年には、イシス編集学校の有志とともに体系化した知のカテゴリーである「目次録」を公開し、それをもとに新たなコンセプトによる書籍探索エンジン「システム目次録」を開発。書物という情報単位から意味をとり出し、システムに応用した、連想検索の仕組みを研究し続けている。
2010年平城遷都1300年祭の集大成として「平城京レポート」が作成された。レポート作成につき、奈良県と随意契約をしたのは松岡正剛事務所と編集工学研究所、財団法人日本総合研究所だが、レポート執筆にはISIS編集学校の師範、師範代、師範養成コースのコーチが多数参加していた。1300年祭終了後、レポート284ページ中に170ヵ所の誤記・間違い・要確認箇所があることが判明し、その杜撰な編集ぶりが報道された。
2012年には、経済産業省によるクールジャパン戦略の一環として、官民有識者会議の座長代理、CREATIVE TOKYOフォーラムでの講演を担い、日本文化のクリエイティビティを伝えるコンセプトブック『Roots of Japan(s) 面影日本〜日本の本来と将来のために』を監修。一方、奈良県（荒井正吾県知事）と共同で行っている、東アジア（日中韓）の目指すべき進路を構想する「NARASIA」のプロジェクトでは、定期的に「NARASIAフォーラム」を開催し、有識者をゲストに招き、文化的、経済的テーマを深めている。2013年には、松岡監修による東アジアジャーナル『NARASIA Q』が創刊された。
2013年からは、長年拠点としてきた港区赤坂の事務所から世田谷区赤堤の新事務所へと移転。建築家の三浦史朗、スペースエディターの東亨らとのコラボレーションにより、万巻の書物に囲まれたイベントスペース「本楼」（ほんろう）と、本の茶室空間である「井寸房」（せいすんぼう）をかたちにした。念願叶って実現された、この６万冊の書物で構成された共空間は「GISIS」（ゴートクジISIS）と呼ばれ、読書術にかかわるワークショップや、編集工学を伝える講義が日々行われている。
2014年には、平城遷都1300年祭「弥勒プロジェクト」の一プロジェクトで奈良県が七千万をかけて製作した地域交流サイト「NARAcom」「NARApedia」が公表されず一般に知られることもないまま閉鎖されていたことが判明した。このサイトは「東アジアの未来を考える会」（松岡正剛幹事長）が奈良を中心に据えた東アジアの知のアーカイブとして構築していたはずだった。奈良県からサイトの構築運用を請け負っていたのは、松岡正剛事務所、編集工学研究所、財団法人日本総合研究所のJV（共同企業体）。
2020年7月開業の角川武蔵野ミュージアムに館長として携わっていた。

### 死去
2024年8月12日、肺炎のため東京都内の病院において死去。80歳没。
『ユリイカ 特集=松岡正剛 1944-2024』2024年11月号（青土社）が追悼出版。

## 編集工学
「生涯一編集者」をモットーとする松岡正剛が提唱する編集工学（英: editorial engineering）は、人間の思考や社会のコミュニケーション・システムや創造性にかかわる総合的な方法論である。その創始は日本がまさに情報化時代に突入していく1980年代に遡る。当時の情報科学がもっぱら情報の記号的・データ的処理を前提としていることに対し、松岡は、生涯を通じて各種編集、プロデュースにかかわる中で、いちはやく人間の意識や感情や行為のともなう「意味情報」に着目し、それらが生成され交換される『生きた情報システム』を扱っていくための方法論の構築に向かった。
松岡によるとその理論的背景には、当時三つの思想・研究動向、すなわち
- フランス思想界やアメリカ文学界で流行した「ディコンストラクション」（脱構築、ポストモダン）
- 広範な科学の分野で提示されつつあった「自己組織化理論」
- マーヴィン・ミンスキーなどによる認知科学と人工知能

があったという。
このように編集工学は、「知」が寸断されたまま大量に流通されていく情報洪水時代到来の予見と、現代思想の提示する「知のコンセプト」や「知のモデル」の統合化の必要性という、時代の要請にこたえるかたちで、生み出されたものであるといえる。
編集工学の扱う領域、すなわち『編集素材』は非常に広範なものである。松岡の整理によると、まずその領域には「身体に起因するもの」「好みから発するもの」「直観あるいは啓示によるもの」「学習性の堆積によるもの」「表現構成が喚起するもの」「ゲーム適用によるもの」「図像にひそむもの」「物語が伝えるもの」「歴史に内属するもの」「合理的再現性によるもの」「日常性によるもの」がある。このそれぞれから発せられる情報には、数値情報・事物情報・現象情報・解釈情報・理論情報・心理情報・図像情報・様式情報・構造情報・物質情報・時間情報・音響情報・物語情報・報道情報など25の様式がある。

一方、これらを扱っていくための「編集方法」として、松岡は、「データ情報」を扱うための基本技法である収集・選択・分類・流派・系統の5つの「編纂」（英: compile）と、「意味情報」を扱うための基本技法である要約・模型・順番・交換・適合・共鳴・比喩・図解・注釈・暗示・擬態・変容・歪曲・装飾・保留・構造・焦点・劇化・遊戯・翻訳・周期など59の「編集」（英: edit）の、あわせて64の編集技法を体系化している。この「64編集技法」体系の最後には、『総合』と『創造』が挙げられているのだが、ここに松岡独自の編集哲学が発揮されているのを見ることができる。松岡は『総合』を「以上のすべての組み合わせ」とし、『創造』を「以上のすべての組み合わせ以外の創造」であるとしている。
「編集術」「編集工学」は、体系化された方法の『型』を訓練することによって、情報編集の技術を手軽に修得できるプログラムであり、書籍や映像など編集業務における専門性の強化、ビジネスにおける企画力、教育や人とのコミュニケーションからクリエイティブワークにおける表現力の向上まで、あらゆる分野での応用性を目指している。編集工学を学ぶための場として開かれているウェブ上の学校「イシス編集学校」では、一般の主婦から学生、編集者、プランナー、デザイナー、アーティストなど、様々な分野の人々が、松岡正剛の編集的方法を学んでいる。

## 著作

### 単著
- 『自然学曼陀羅 物質・感覚・生命・芸術・仏教から』工作舎、1979年5月。ISBN 978-4-87502-178-0。
- 『存在から存在学へ』工作舎〈プラネタリー・ブックス1〉、1979年6月。
- 『稲垣足穂さん』工作舎〈プラネタリー・ブックス5〉、1979年6月。
  - 『稲垣足穂さん』立東舎〈立東舎文庫 ま2-1〉、2016年2月。ISBN 978-4-8456-2769-1。
- 『言語物質論 ろ (経を読む)』工作舎〈プラネタリー・ブックス12〉、1979年12月。
- 『眼の劇場』工作舎、1980年。
- 『概念工事』工作舎、1980年。
- 『イメージの遊学 遊談』工作舎〈プラネタリー・ブックス20〉、1982年7月。
- 『空海の夢』春秋社、1984年7月。ISBN 978-4-393-13612-6。
  - 『空海の夢』（新装版）春秋社、1995年7月。ISBN 978-4-393-13613-3。
  - 『空海の夢』春秋社、2005年12月。ISBN 978-4-393-13636-2。
- 『遊学 一四二人のノマドロジー』大和書房、1986年11月。ISBN 978-4-479-88023-3。
  - 『遊学 Ⅰ』中央公論新社〈中公文庫〉、2003年9月。ISBN 978-4-12-204260-5。
  - 『遊学 Ⅱ』中央公論新社〈中公文庫〉、2003年9月。ISBN 978-4-12-204261-2。
- 『遊行の博物学 主と客の構造 1』春秋社、1987年4月。ISBN 978-4-393-33109-5。
  - 『遊行の博物学 主と客の構造』（新装版）春秋社、2000年7月。ISBN 978-4-393-33190-3。
- 『ルナティックス 月を遊学する』作品社、1993年8月。ISBN 978-4-87893-184-0。 - 斎藤緑雨賞。
  - 『ルナティックス 月を遊学する』中央公論新社〈中公文庫〉、2005年7月。ISBN 978-4-12-204559-0。
- 『外は、良寛。 書くほどに淡雪の人 寸前の時、手前の書』芸術新聞社、1993年12月。ISBN 978-4-87586-200-0。
- 『花鳥風月の科学 日本のソフトウェア』淡交社、1994年2月。ISBN 978-4-473-01321-7。
  - 『花鳥風月の科学』中央公論新社〈中公文庫〉、2004年6月。ISBN 978-4-12-204382-4。
- 『編集革命 創造的自己編集の技法』カタツムリ社〈ニュースクール叢書 10〉、1995年4月。ISBN 978-4-906539-36-9。
- 『フラジャイル 弱さからの出発』筑摩書房、1995年7月。ISBN 978-4-480-85710-1。
  - 『フラジャイル 弱さからの出発』筑摩書房〈ちくま学芸文庫〉、2005年9月。ISBN 978-4-480-08935-9。
- 『背中のない日本 孤客記』作品社、1995年9月。ISBN 978-4-87893-237-3。
- 『知の編集工学 情報は、ひとりでいられない。』朝日新聞社、1996年7月。ISBN 978-4-02-256988-2。
  - 『知の編集工学』朝日新聞出版〈朝日文庫〉、2001年3月。ISBN 978-4-02-261325-7。
- 『情報の歴史を読む 世界情報文化史講義』NTT出版〈Books in form Special〉、1997年1月。ISBN 978-4-87188-460-0。
- 『知の編集術 発想・思考を生み出す技法』講談社〈講談社現代新書 1485〉、2000年1月。ISBN 978-4-06-149485-5。
- 『日本流 なぜカナリヤは歌を忘れたか』朝日新聞出版、2000年3月。ISBN 978-4-02-257468-8。
  - 『日本流』筑摩書房〈ちくま学芸文庫 マ25-4〉、2009年11月。ISBN 978-4-480-09253-3。
- 『日本数寄』春秋社、2000年6月。ISBN 978-4-393-33185-9。新版2024年11月
  - 『日本数寄』筑摩書房〈ちくま学芸文庫 マ25-2〉、2007年3月。ISBN 978-4-480-09043-0。
- 『山水思想 もうひとつの日本』五月書房、2003年6月。ISBN 978-4-7727-0380-2。
  - 『山水思想 「負」の想像力』筑摩書房〈ちくま学芸文庫 マ25-3〉、2008年4月。ISBN 978-4-480-09142-0。
- 『日本という方法 おもかげ・うつろいの文化』NHK出版〈NHKブックス 1067〉、2006年9月。ISBN 978-4-14-091067-2。
- 『松岡正剛 千夜千冊』求龍堂、2006年10月。ISBN 978-4-7630-0642-4。
  1. 『遠くからとどく声』 第1巻。ISBN 978-4-7630-0647-9。
  2. 『猫と量子が見ている』 第2巻。ISBN 978-4-7630-0648-6。
  3. 『脳と心の編集学校』 第3巻。ISBN 978-4-7630-0649-3。
  4. 『神の戦争・仏法の鬼』 第4巻。ISBN 978-4-7630-0650-9。
  5. 『日本イデオロギーの森』 第5巻。ISBN 978-4-7630-0651-6。
  6. 『茶碗とピアノと山水屏風』 第6巻。ISBN 978-4-7630-0652-3。
  7. 『男と女の資本主義』 第7巻。ISBN 978-4-7630-0653-0。
  8. 『書物たちの記譜 解説・索引・年表』 特別巻。ISBN 978-4-7630-0654-7。
- 『17歳のための世界と日本の見方 セイゴオ先生の人間文化講義』春秋社、2006年12月。ISBN 978-4-393-33265-8。
- 『ちょっと本気な千夜千冊虎の巻 読書術免許皆伝』求龍堂、2007年6月。ISBN 978-4-7630-0721-6。
- 『誰も知らない世界と日本のまちがい 自由と国家と資本主義』春秋社、2007年12月。ISBN 978-4-393-33271-9。
- 『白川静 漢字の世界観』平凡社〈平凡社新書 440〉、2008年11月。ISBN 978-4-582-85440-4。
- 『連塾 方法日本 1』 神仏たちの秘密 日本の面影の源流を解く、春秋社、2008年12月。ISBN 978-4-393-33288-7。
- 『連塾 方法日本 2』 侘び・数寄・余白 アートにひそむ負の想像力、春秋社、2008年12月。ISBN 978-4-393-33297-9。
- 『連塾 方法日本 3』 フラジャイルな闘い 日本の行方、春秋社、2011年11月。ISBN 978-4-393-33302-0。
- 『多読術』筑摩書房〈ちくまプリマー新書 106〉、2009年4月。ISBN 978-4-480-68807-1。
- 『松岡正剛の書棚 松丸本舗の挑戦』中央公論新社、2010年7月。ISBN 978-4-12-004132-7。
- 『松岡正剛危ない言葉』求龍堂〈セイゴオ語録 1〉、2010年11月。ISBN 978-4-7630-1032-2。
- 『松岡正剛切ない言葉』求龍堂〈セイゴオ語録 2〉、2010年11月。ISBN 978-4-7630-1033-9。
- 『松岡正剛リスクな言葉』求竜堂〈セイゴオ語録 3〉、2011年9月。ISBN 978-4-7630-1121-3。
- 『松岡正剛アートな言葉』求龍堂〈セイゴオ語録 4〉、2011年9月。ISBN 978-4-7630-1122-0。
- 『法然の編集力』NHK出版、2011年10月。ISBN 978-4-14-081505-2。
- 『わたしが情報について語るなら』ポプラ社〈未来のおとなへ語る〉、2011年3月。ISBN 978-4-591-12248-8。
- 『3・11を読む 千夜千冊番外録』平凡社、2012年7月。ISBN 978-4-582-82462-9。）
- 『にほんとニッポン 読みとばし日本文化譜 Seigow Remix』工作舎、2014年10月。ISBN 978-4-87502-460-6。
- 『18歳から考える国家と「私」の行方 セイゴオ先生が語る歴史的現在 東巻 全14講』春秋社、2015年12月。ISBN 978-4-393-33346-4。
- 『18歳から考える国家と「私」の行方 セイゴオ先生が語る歴史的現在 西巻 全14講』春秋社、2015年12月。ISBN 978-4-393-33347-1。
- 『擬（） 「世」あるいは別様の可能性』春秋社、2017年9月。ISBN 978-4-393-33354-9。
- 『本から本へ』（千夜千冊エディション）KADOKAWA〈角川ソフィア文庫 L-500-1〉、2018年5月。ISBN 978-4-04-400352-4。
- 『デザイン知』（千夜千冊エディション）KADOKAWA〈角川ソフィア文庫 L-500-2〉、2018年5月。ISBN 978-4-04-400354-8。
- 『遊読365冊』工作舎、2018年10月
- 『神と理性 西の世界観I』（千夜千冊エディション）KADOKAWA〈角川ソフィア文庫 L-500-2〉、2019年8月。ISBN 978-4-04-400451-4。
- 『編集宣言』工作舎、2024年10月。※遺著・『遊』時代に綴った編集エッセイ。

### 共著・対談
- 津島秀彦 共著『二十一世紀精神 聖自然への道』工作舎、1975年。
- 高橋秀元 共著『ハレとケの超民俗学 自在と他在の間に漂よう遊星的郷愁を求めて』工作舎〈プラネタリー・ブックス2〉、1979年5月。
- 十川治江 共著『科学的愉快をめぐって』工作舎〈プラネタリー・ブックス3〉、1979年5月。
- 高橋克巳 共著『神秘と冗談』工作舎〈プラネタリー・ブックス6〉、1979年7月。
- 田中泯 共著『身体・気象・言語 言語身体の微速度・超速度に遊星的郷愁を求めて』工作舎〈プラネタリー・ブックス8〉、1979年9月。
- 荒俣宏 共著『月と幻想科学』工作舎〈プラネタリー・ブックス10〉、1979年10月。
  - 荒俣宏 共著『月と幻想科学』立東舎〈立東舎文庫 あ1-1〉、2016年2月。ISBN 978-4-8456-2770-7。
- 内藤正敏 共著『古代金属国家論』工作舎〈プラネタリー・ブックス13〉、1980年3月。
  - 内藤正敏 共著『古代金属国家論』立東舎〈立東舎文庫 な3-1〉、2016年11月。ISBN 978-4-8456-2876-6。
- タモリ 対談『愛の傾向と対策』工作舎〈プラネタリー・ブックス16〉、1980年8月。
- レオ・レオーニ 対談『間の本 イメージの午後』工作舎、1980年4月。
- 奈良原一高 共著『写真の時間』工作舎〈プラネタリー・ブックス18〉、1981年3月。
- 『遊学の話 すでに書きこみがある』工作舎、1981年10月。
- 『間と世界劇場 主と客の構造2』春秋社、1988年2月。ISBN 978-4-393-33204-7。
- 『クラブとサロン なぜ人びとは集うのか』NTT出版、1991年1月。ISBN 978-4-87188-104-3。 - 小林章夫・笠井潔・中条省平・高橋秀元・守屋毅・高山宏 ほか共著。
- 『日本人のこころ 神と人のあいだ』角川書店、1993年3月。ISBN 978-4-04-883318-9。 - 五木寛之・田中優子・門脇禎二・小松和彦 共著。
- 吉村 伸・金子郁容 共著『インターネットストラテジー 遊牧する経済圏』ダイヤモンド社、1995年11月。ISBN 978-4-478-19028-9。
- 平尾誠二 共著『イメージとマネージ リーダーシップとゲームメイクの戦略的指針』集英社、1996年12月。ISBN 978-4-08-783094-1。
  - 平尾誠二 共著『イメージとマネージ リーダーシップとゲームメイクの戦略的指針』集英社〈集英社文庫〉、1999年10月。ISBN 978-4-08-747144-1。
- 金子郁容・下河辺淳 共著『ボランタリー経済の誕生 自発する経済とコミュニティ』実業之日本社、1998年1月。ISBN 978-4-408-10258-0。
- 『色っぽい人々 同色対談』淡交社、1998年2月。ISBN 978-4-473-01583-9。
- 佐治晴夫 共著『二十世紀の忘れもの トワイライトの誘惑』雲母書房、1999年1月。ISBN 978-4-87672-072-9。
- 茂木健一郎 共著『脳と日本人』文藝春秋、2007年12月。ISBN 978-4-16-369710-9。
  - 茂木健一郎 共著『脳と日本人』文藝春秋〈文春文庫 も23-2〉、2010年6月。ISBN 978-4-16-775802-8。
- エバレット・ケネディ・ブラウン 共著『日本力』パルコエンタテインメント事業局、2010年1月。ISBN 978-4-89194-814-6。
- 『松丸本舗主義 奇蹟の本屋、3年間の挑戦。』青幻舎、2012年10月。ISBN 978-4-86152-362-5。
- 田中泯 共著『意身伝心 コトバとカラダのお作法』春秋社、2013年7月。ISBN 978-4-393-33321-1。
- イシス編集学校 共著『インタースコア 共読する方法の学校』春秋社、2015年12月。ISBN 978-4-393-33348-8。
- 田中優子 共著『日本問答』岩波書店〈岩波新書 新赤版 1684〉、2017年11月。ISBN 978-4-00-431684-8。
- 佐藤優 共著『読む力 現代の羅針盤となる150冊』中央公論新社〈中公新書ラクレ 616〉、2018年4月。ISBN 978-4-12-150616-0。
- 荒俣宏 協力『遊読365冊』工作舎 2018年10月 ISBN 978-4-87502-497-2
- 田中優子 共著『江戸問答』岩波新書、2021年1月
- 津田一郎『初めて語られた　科学と生命と言語の秘密』文春新書 2023年10月 ISBN 978-4-16-661430-1
- 田中優子 共著『昭和問答』岩波新書、2024年10月

### 編著・監修
- 石子順造・上杉義隆 共編 編『キッチュ まがいものの時代』ダイヤモンド社、1971年。
- 杉浦康平 共編著 編『世界のグラフィックデザイン 1 (ヴィジュアルコミュニケーション)』講談社、1976年12月。
- 高橋秀元・十川治江・松本淑子・田辺澄江 共編 編『全宇宙誌』工作舎、1979年10月。
- 情報文化研究フォーラム 編『情報と文化 多様性・同時性・選択性』NTT出版〈Books in form〉、1986年11月。ISBN 978-4-87188-005-3。
- 岩井寛 述『生と死の境界線 〈最後の自由〉を生きる』松岡正剛 構成、講談社、1988年6月。ISBN 978-4-06-203450-0。
- 『情報の歴史 象形文字から人工知能まで』松岡正剛 監修、編集工学研究所 構成、NTT出版〈Books in form Special〉、1990年4月。ISBN 978-4-87188-077-0。
  - 『情報の歴史 象形文字から人工知能まで』松岡正剛 監修、編集工学研究所 構成（増補版）、NTT出版〈Books in form Special〉、1996年3月。ISBN 978-4-87188-443-3。
- 森山明子 編著『デザイン12の扉 内田繁＋松岡正剛が開く』内田繁 共監修、丸善、2001年5月。ISBN 978-4-621-04897-9。
- 宮之原立久 ほか著『プランニング編集術 ISIS式松岡正剛のISIS編集学校直伝!ISIS式』松岡正剛 監修、東洋経済新報社〈アクション・ラーニング・シリーズ〉、2003年12月。ISBN 978-4-492-55497-5。
- 『物語編集力 人を動かす。仕事をつくる。 母型要約連想3000字』松岡正剛 監修、イシス編集学校 構成、ダイヤモンド社、2008年2月。ISBN 978-4-478-00386-2。
- 『NARASIA 日本と東アジアの潮流 平城遷都1300年記念出版』松岡正剛 編集構成、日本と東アジアの未来を考える委員会 監修、丸善、2009年5月。ISBN 978-4-621-08129-7。
- 『NARASIA 東アジア共同体？ 平城遷都1300年記念出版 いまナラ本』松岡正剛 編集構成、日本と東アジアの未来を考える委員会 監修、丸善、2010年6月。ISBN 978-4-621-08269-0。
- 松岡正剛 編著『匠の流儀 経済と技能のあいだ』春秋社、2015年2月。ISBN 978-4-393-33343-3。 - 中谷巌・田中優子・松本健一・隈研吾・西松布咏・柳家花緑・安田登・エバレット・ブラウン・小堀宗実・吉野孝行 共著。
- イシス編集学校編『松岡正剛の国語力』東京書籍、2023年8月
- 松岡正剛 編著『［近江ARSいないいないばあBOOK］別日本で、いい。』春秋社、2024年5月

### 翻訳
- ワーマン, リチャード・S『情報選択の時代』日本実業出版社、1990年8月。ISBN 978-4-534-01621-8。
- ワーマン, リチャード・ソウル『理解の秘密 マジカル・インストラクション』松岡正剛 監訳、NTT出版〈Books in form special〉、1993年4月。ISBN 978-4-87188-217-0。

### 作詞・作曲
- 比叡おろし, キングレコード, (1970)

### 人物
- 荒俣宏
- 寺山修司
- 梅棹忠夫 - 民族学者。本稿と直接のつながりはないが、情報産業という言葉、概念を初めて用いた。

### 編集工学関連
- 編集
- 方法論
- 情報学
- 情報工学
- 科学的方法
- アルゴリズム
- 近似アルゴリズム
- 発見的手法
- 組合せ最適化
- エントロピー
- ネゲントロピー
- 自己組織化
- 多対多 (データモデル)
- 科学哲学
- 知識社会学
- 構造主義